# Rubén Sosa Arzáiz
Rubén Sosa Arzaiz, nascut el 25 d'abril de 1966 a Montevideo, Uruguai, és un futbolista uruguaià actualment retirat que va jugar en diferents clubs del món amb gran èxit, així com en la selecció del seu país.

## Els inicis
Va començar la seva carrera en el Danubio, amb 15 anys, sent un dels futbolistes més joves a jugar en el Campionat Uruguaià de Futbol. El tècnic Markariàn el va fer debutar en 1982. Al Danubio va jugar de 1982 a 1985, quan va emigrar al Reial Saragossa de la lliga espanyola. En aquest club va guanyar la Copa del Rei de 1986, marcant el gol en la final contra el FC Barcelona.

## La maduresa futbolística
Després de jugar per al Saragossa, va ser transferit a la SS Lazio d'Itàlia, on va romandre per quatre anys abans de ser traspassat a l'Inter de Milà, on va arribar la seva millor època com futbolista. En l'Inter, va ser un dels golejadors de les temporades 92/93 i 93/94, guanyant la Copa de la UEFA en 1994. Després d'abandonar el club de la Llombardia, va ser transferit al Borussia Dortmund d'Alemanya, club amb el qual va guanyar la Bundesliga de la temporada 95/96.

## Retorn a l'Uruguai
Després de jugar per al Borussia Dortmund, va retornar a Espanya, més concretament al CD Logroñés. A l'any següent retorna al seu país per jugar amb Nacional. Ací, Rubén Sosa va alçar-se amb el campionat local en els anys 1998, 2000, 2001 i 2002, convertint-se en un gran ídol de l'afició tricolor abans d'anar-se a l'exòtic Shanghai Shenhua de la Xina, per a tornar en 2004 i guanyar més títols amb Nacional, aquesta vegada com assistent tècnic: els Campionats Uruguaians de 2005 (en forma invicta) i 2005/2006.
Es va retirar del futbol jugant per al Racing Club de Montevideo en el 2006.

## Internacional
Amb l'Uruguai, Rubén Sosa va guanyar la Copa Amèrica en dues oportunitats: 1987, disputada a l'Argentina, i 1995, disputada a l'Uruguai. A més, el davanter va disputar la Copa Mundial de Futbol de 1990 a Itàlia, en què l'equip va arribar als vuitens de final.